# Liste der literarischen Werke Franz Liszts
Die Literarischen Werke Franz Liszts, seine beiden Bücher und der größte Teil der unter seinem Namen Franz Liszt veröffentlichten Zeitschriftenbeiträge wurden in den 1880er Jahren in den nachfolgend aufgelisteten Bänden der Gesammelten Schriften zusammengefasst. Liszts Buch über Chopin, das 1850/51 in Zusammenarbeit mit der Fürstin Wittgenstein entstand, wurde 1880 in einer überarbeiteten und ins Deutsche übersetzten Version von La Mara (Maria Lipsius) herausgegeben. Den Inhalt der übrigen Bände hat Lina Ramann teils aus dem Französischen ins Deutsche übersetzt, teils als überarbeitete Fassungen früherer Zeitschriftenveröffentlichungen zusammengestellt. Für das umstrittene Kapitel über die Israeliten in seinem Buch über die Zigeuner und ihre Musik in Ungarn hat Liszt in Gesprächen mit Lina Ramann die volle Verantwortung übernommen.
- Friedrich Chopin. Gesammelte Schriften, Band I.
- Essays. Gesammelte Schriften Band II,1.
- Reisebriefe eines Baccalaureus der Tonkunst. Gesammelte Schriften Band II,2.
- Dramaturgische Blätter. Gesammelte Schriften Band III,1.
- Richard Wagner. Gesammelte Schriften Band III,2.
- Aus den Annalen des Fortschritts. Gesammelte Schriften Band IV.
- Kritische und polemische Streifzüge. Gesammelte Schriften Band V.
- Die Zigeuner und ihre Musik in Ungarn. Gesammelte Schriften Band VI.

Zu den literarischen Werken Liszts in engerem Sinn kommt noch seine Übersetzung der „Musikalischen Haus- und Lebensregeln“ aus der zweiten Ausgabe von Schumanns Album für die Jugend (op. 68) in das Französische hinzu, die 1859 erschien.